# 松田忠大
松田 忠大（まつだ ただひろ、1971年9月-）は、日本の法学者。法学博士。商法、特に海商法が専門。鹿児島大学教授・法文学部長（2020年度現在）。

## 人物
鹿児島県姶良郡姶良町（現姶良市）出身で、姶良町立重富中学校を経て、1990年に鹿児島県立甲南高等学校を卒業。
1994年3月、早稲田大学法学部卒業。大学で先輩に誘われて中村眞澄の海商法のゼミに入り、海洋や船舶上の法に関心を持つようになる。同大学院法学研究科に進学し、そこで箱井崇史から研究者の道を勧められたため、1996年9月に修士課程修了して、1997年4月より宇部工業高等専門学校講師を務めながら研究を続ける。2000年4月に鹿児島工業高等専門学校講師となり、2002年4月より同校助教授。2011年4月に鹿児島大学法文学部准教授に就任。2012年5月に論文「船舶衝突責任法の課題と展開」で早稲田大学法学研究科より法学博士号授与。2013年4月に鹿児島大学法文学部教授に昇任。
日本私法学会、国際私法学会、日本海法学会に所属。
海商法分野における諸問題の研究に取り組む。